# 마이클 브라운 (축구 선수)
마이클 로버트 브라운(Michael Robert Brown, 1977년 1월 25일, 하틀풀 ~ )는 잉글랜드의 전 축구 선수로, 현재는 축구 감독이다. 선수 시절 포지션은 미드필더이다.